# Populares por Prodi
Populares por Prodi (Popolari per Prodi) (Pop) fue una lista política italiana de ideología demócrata cristiana y centrista.
Fue fundada en 1996 por Partido Popular Italiano, junto con la Federación de los Liberales, con el Partido Republicano Italiano, con la Unión Democrática y con el Partido Popular Sudtirolés. Se unió a la coalición de centro izquierda El Olivo liderada por Romano Prodi.
Se presentò en las elecciones generales de 1996 obteniendo el 6,8% de los votos.